# Colpodium altaicum
Colpodium altaicum är en gräsart som beskrevs av Carl Bernhard von Trinius och Carl Friedrich von Ledebour. Colpodium altaicum ingår i släktet Colpodium, och familjen gräs. Inga underarter finns listade i Catalogue of Life.